# Kenta Kamakari
Kenta Kamakari (鎌苅 健太?, Kamakari Kenta; Osaka, 17 febbraio 1984) è un attore, cantante doppiatore giapponese famoso per il ruolo di Ryo nel musical dedicato a The Prince of Tennis.
È inoltre leader e voce solista della boy-band JRock Cocoa Otoko che ha debuttato nel 2010. Ha anche partecipato a diversi dorama.

## Filmografia

### Dorama
- Tsubasa no Oreta Tenshitachi  (Fuji TV, 2006) cameo
- Princess Princess D (TV Asahi, 2006) as Mikoto Yutaka
- Happy Boys (Avex Entertainment, 2007) as Akasaka Junta
- Oretachi wa Tenshi da! No Angel No Luck (TV Tokyo, 2009) as Darts
- Heaven's Rock (KTV, 2010) as Teppei
- Hanawake no Yon shimai (TBS, 2011)

### Cinema
- The Prince of Tennis (film)
- Arakure Knight (2007)
- Shinjukuku Kabukichou Hoikuen (2009